# 31460 Jongsowfei
31460 Jongsowfei è un asteroide della fascia principale. Scoperto nel 1999, presenta un'orbita caratterizzata da un semiasse maggiore pari a 2,2540753 au e da un'eccentricità di 0,1779485, inclinata di 7,82793° rispetto all'eclittica.
L'asteroide è dedicato alla studentessa malese Faye Jong-Sow Fei.